# Ironomyia whitei
Ironomyia whitei är en tvåvingeart som beskrevs av Mcalpine 2008. Ironomyia whitei ingår i släktet Ironomyia och familjen Ironomyiidae. Inga underarter finns listade i Catalogue of Life.